# Sozialistischer Deutscher Studentenbund
Sozialistischer Deutscher Studentenbund (SDS) var ett politiskt studentförbund, grundat 1946 och upplöst 1970.

## Historia
Sozialistischer Deutscher Studentenbund grundades 1946 och hade från början starka band till Tysklands socialdemokratiska parti (SPD) men var ett självständigt förbund. Under Helmut Schmidts tid som ledare knöts banden än närmare till SPD. Under 1950-talet blev meningsskiljaktigheterna allt större mellan SDS och SPD. Meningsskiljaktigheterna rörde synen på Tysklands återmilitarisering, Bad Godesbergprogrammet och atomvapen. År 1961 blev brytningen fullständig, då SDS uteslöts ur Tysklands socialdemokratiska parti.
Under 1960-talet radikaliserades SDS, då studenterna inom den nya vänstern, som till exempel Rudi Dutschke blev aktiva inom förbundet.